# Egyiptomi Szent Makariosz
Egyiptomi Szent Makariosz, Nagy Szent Makariosz vagy Idősebb Szent Makariosz (latinul: Macarius, ógörögül: Μακάδριος), (kb. 300/301 – 391. január 19.) egyiptomi remete, szerzetes, apát, a sivatagi atyák egyike.

## Élete
Makariosz egy kis egyiptomi faluban született. Már fiatalon szerzetesi életre adta magát bezárkózva egy kis cellába. Példás életmódja miatt megkapta az egyházi rend fokozatait, valószínűleg a diakónusságig bezáróan. Amikor megkísérelték, hogy lelkipásztorul megnyerjék egy kis falu számára, más helyre menekült alázatosságból.
Szódát szállító tevehajcsárként ismerte meg a sivatagot. Rövid ideig Remete Szent Antal mellett tanulta az aszkéta élet tudományát, majd mintegy 30 éves korában Szkétisz vidéként egy kis cellát épített magának és abba költözött. Ő volt az első, aki meg merte tenni, hogy ebben a rettenetes, meddő és néptelen pusztában letelepedjen. 60 évig – egyetlen megszakítással – kitartott ezen a helyen; hosszú időn át csak két testvérével élt együtt a remeteségben, akik közül az egyik segítette, amikor később az emberek kezdtek odaáramlani. Egy maga vájta barlang alkotta a lakóhelyét, egy másik az oratóriumát. Létfenntartását szorgalmas kosár- és kötélfonással biztosította. Alkalmanként segített a fellahoknak a Nílus völgyében lévő földjeiken az aratásban.
Később aztán testvérek gyűltek köréje, és alávetették magukat tanításának, vezetésének. Idővel elviselhetetlenné vált, hogy a Szkétiszben sem pap, sem templom nem volt található, s a testvéreknek több mint hetven kilométeres utat kellett megtenniök a sivatagban, hogy eljussanak a legközelebbi nagyobb szerzetestelepülésig, ha részt akartak venni a szentmisén.
340 körül – feltehetően Remete Szent Antal tanácsára – pappá szentelték, de már ez előtt is őt tartották "a sivatag atyjának". Szketiszben később négy templom is létesült. 
Nemcsak a testvérek áramlottak Makarioszhoz, hanem messziről érkeztek az emberek, hogy tanácsot és segítséget kérjenek, bármilyen fáradságos és veszélyes volt is az utazás a sivatagon át. Bárki kérte, mindenkivel önzetlenül megosztotta belső gazdaságát, amelyhez kemény lemondás és csendes szemlélődés által jutott. Nagy volt a hatása, számos pogány megtérését is neki tulajdonították.
373 körül Alexandria ariánus püspöke száműzetésre ítélte.
Makariosz kapcsolatban volt kora híres remetéivel, szerzeteseivel, így Pamboval, Besszarionnal, Izaiással, Fermei Theodorosszal. Tanítványai közül került ki Evagriosz Pontikosz, de még Palladius is ismerte őt.
Az Apophthegmata Patrum 41 mondását őrizte meg. A mai kopt szerzetesség kulturális és lelki központja a róla elnevezett Abu Maqar monostor.

## Történetek életéből

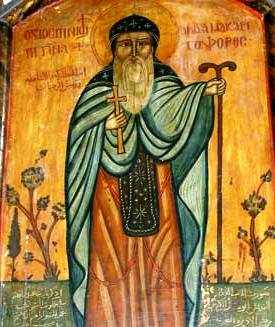
Egyiptomi ikon

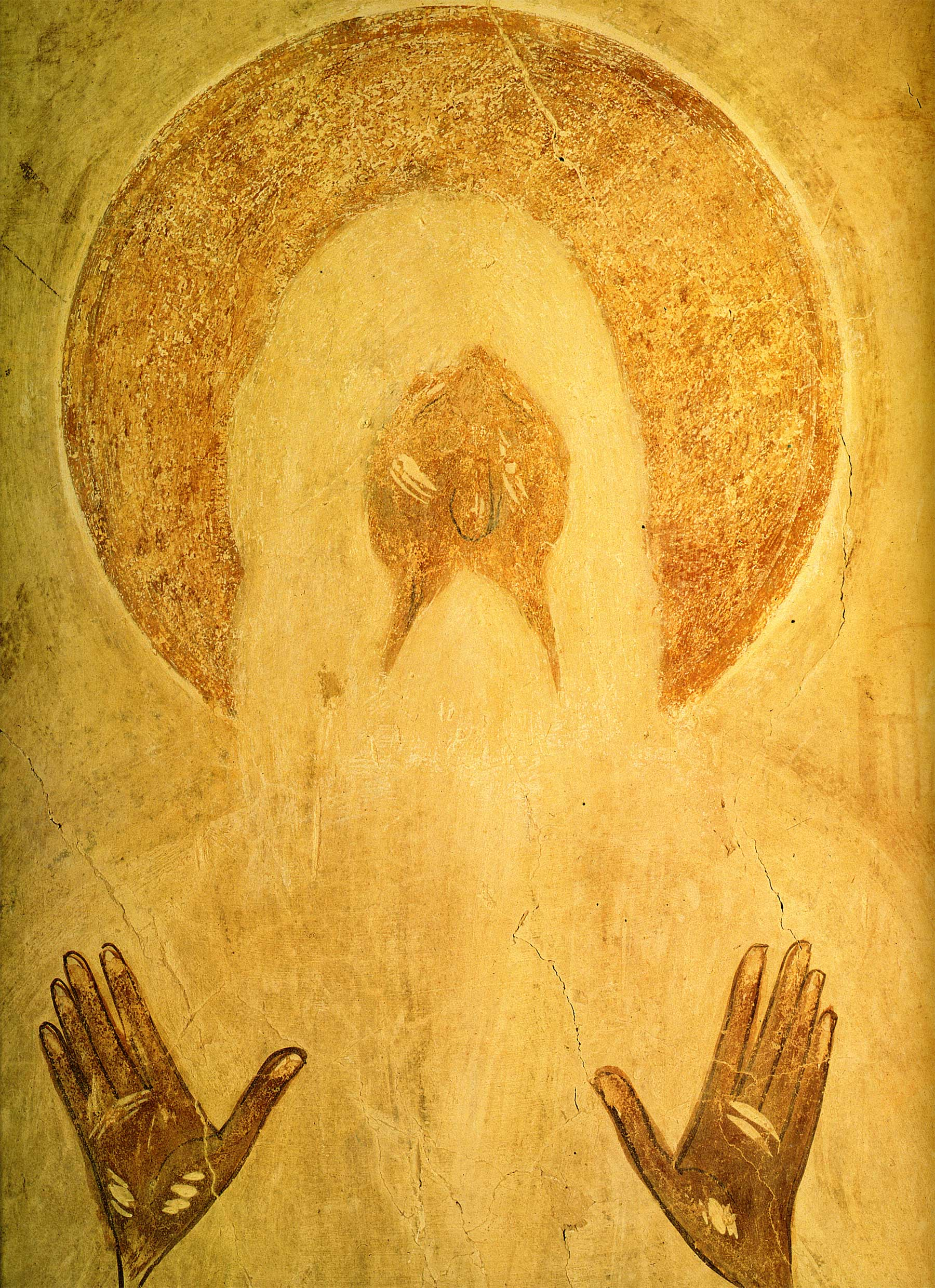
Orosz freskó Idősebb Szent Makarioszról. (Novgorod, 1378)

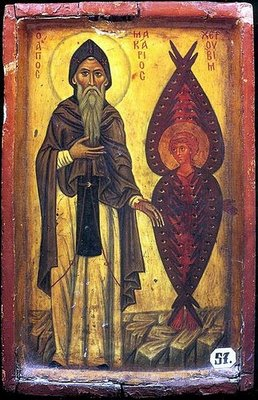
Szent Makariosz egy Kerubbal (angyallal). Ikon.

Mint a szentekről általában, úgy Makarioszról is keringenek csodás-épületes történetek:
- Johannes Cassianus leírása szerint egy öreg szerzetes egyszer azt mondta, hogy csak négy atyáról tud, akik eljutottak a teljes szerzetesi tökéletességre, akikben éppúgy megvoltak a remeték erényei, mint a kolostorban élőké. Közéjük tartozott a két (egyiptomi és alexandriai) Makariosz is.[2]
- Makarioszt fiatal korában, amikor egy faluban tartózkodott, egy gyermeket váró fiatal leány megrágalmazta, hogy ő a gyermek apja. A szent alázatosan vállalta rossz hírbe keveredését minden következményével együtt, és keményen dolgozott azért, hogy elláthassa "asszonyát" és "gyermekét". Az ég azonban kinyilvánította ártatlanságát: amikor elérkezett a szülés ideje, a nő nem tudott szülni, míg hazugságát vissza nem vonta. Amikor a falu lakói ünnepélyesen meg bocsánatot akartak kérni Makariosztól, aki azonban, félve a megtiszteltetéstől, elmenekült.[2]
- A vasárnapi istentisztelet befejeztével Makariosz egyszer ezekkel a szavakkal bocsátotta el a szerzeteseket: "Meneküljetek, testvérek, meneküljetek!" Amikor megkérdezték tőle, hogy hová menekülhetnének egyáltalán, hiszen mégiscsak a sivatagban vannak, Makariosz ujját az ajkára tette, és így szólt: "Ettől meneküljetek!" – ezzel bement a cellájába és becsukta maga mögött az ajtót.[2]
- Amikor egyszer megkérdezték Makariosztól, hogy mit ért az emberek előli menekülésen, így válaszolt. "Ülj le a celládban, és sirasd meg bűneidet!"[2]
- Történt egyszer, hogy két remetetelep, Szketisz és Nitria között az úton egy pogány ember nagyon megvert egy remetét, mert az szidalmazta. A még haragtól feldúlt emberrel találkozott Makariosz és szeretettel köszöntötte: "Üdvözlégy, munkás!" A pogány megdöbbenve kérdezte: "Ugyan, mi jót látsz rajtam, hogy köszöntél nekem?" "Láttam, hogy dolgoztál – hangzott a válasz –, csak nem jól." Ennek hallatára az úgy megindult, hogy megtért és remete lett. Amikor ezen álmélkodtak a többiek, Makariosz megjegyezte: "A gonosz beszéd megrontja a jókat, a jó beszéd pedig a rosszakat is jóvá teszi."[2]
- Egy fiatal remete azon panaszkodott, hogy kísértések gyötrik. Makariosz – tudva, hogy ennek a henyélés az oka – azt a tanácsot mondta, hogy dolgozzék egész nap és csak napnyugta után egyen. Amikor ismét találkoztak, megkérdezte, hogy gyötrik-e még a kísértések. Az így válaszolt: "Még pihenésre sincs időm, hogyan lenne időm a kísértésekre?"[2]
- Egy másik alkalommal a szent ezt a kijelentést tette: "Ha a megvetést úgy tekinted, mint a dicséretet, a szegénységet olyannak, mint a gazdagságot, az ínséget, miként a bőséget, akkor nem halsz meg. Lehetetlen ugyanis, hogy aki valóban hisz és Isten félelmében tevékenykedik, áldozatul essen a tisztátalan szenvedélyeknek és a démonok ámításának."[2]
- "Az imádkozás alkalmával nincs szükség sok szóra" – mondotta a testvéreknek. "Arra van szükségünk csak, hogy így imádkozzunk: »Uram, amint akarsz és tudsz, könyörülj rajtam!« A kísértésben pedig így kiáltsunk: »Uram, segíts!« Hiszen Ő tudja a legjobban, hogy mire van szükségünk."[2]
- Önmagát és tökéletességét nem sokra tartotta, s nem gondolta magát különbnek vagy jobbnak a világban élő egyszerű kereszténynél. Talán a legszebben mutatkozott meg az alázatossága abban, hogy teljesen lemondott arról, hogy bárkit is megítéljen, lett légyen az bár a legnyilvánvalóbb bűnös is. Szelídsége és nyájassága közmondásos volt; szófukar és elutasító csak akkor lett, ha valaki dicsérni kezdte. Tanítványainak ezt az életszabályt mondta: "Ne okozz fájdalmat senkinek; ne ítélj meg senkit! Ehhez tartsd magad, és megtalálod az üdvösséget." Innen eredhetett ez a mondás: "Makariosz Istenhez hasonló a földön. Ahogy Isten oltalmazza a világot, úgy fedi be Makariosz apát a bűnöket. Úgy nézi, mintha nem látná, úgy hallgatja, mintha nem hallaná őket."[2]

A Vogel Máté-féle 1866-os Szentek élete egyéb történeteket is közöl:
- Egy démontól gyötört asszonyt szentelt vízzel hintett meg, amire az megszabadult a gonosz lélektől. Utána pedig megintette az asszonyt, mondván, hogy a gonosz diadalának egyedüli oka a templomlátogatás és a szentségek elhanyagolása volt.[5]
- Egy gyilkosság után gyanuba került egy igaz embert, aki Makariosz cellájába futott segítségért. A szent – miután hiába állította, hogy a gyanuba került ártatlan – a meggyilkolt sírjához ment. Ott megparancsolta, hogy a halott mondja meg, a gyanusított ölte-e meg. A halott azonnal feltámadt, és  így szólt: "Nem, nem ez az, ki engem megölt." A jelenlévők a bíróval együtt elcsodálkozott, szabadon engedte az ártatlant, majd megkérte Makarioszt, kérdezze meg, ki volt a valódi gyilkos. Makariosz azonban így felelt: "Nekem elég tudnom, hogy ezen ember ártatlan; az pedig, ki legyen a valóságos gyilkos, hozzám nem tartozik."[5]
- Más alkalommal egy, a test feltámadását tagadó eretnek előtt támasztott fel egy halottat.[5]
- Az őt felkereső nagy sokaság elől időnként a barlang mélyébe húzódott, és ott elmélkedett az örök igazságokon. Többször állította, hogy nem talál nagyobb vigasztalást semmiben, mint az imádságban és az elmélkedésben.
- Hosszú (mintegy 60 esztendeig tartó) remete életét Istennek ajánlotta a világban töltött – ugyan nem istentelen, de az istenességben hanyag – éveiért.[6]

## Korabeli források
Alább korabeli források találhatók magyar fordításban Szent Makariosz életéről:
- Tyrannius Rufinus: Az egyiptomi szerzetesek története (ford. Pataki Elvira), Pázmány Péter Katolikus Egyetem Bölcsészettudományi Kar, Piliscsaba, 2004, ISBN 963 9296 57 0, 122–124. o.